# Volvo B10M
Volvo B10M är ett busschassi med mittmotor, tillverkat av Volvo Bussar mellan 1978 och 2003.

## Historia och teknik
Volvo B10M tillverkades av Volvo Bussar i Europa mellan 1978 och 2001 (årsmodell 2002) samt i Brasilien fram till 2003. Det ersatte och byggde vidare på det 1966 introducerade mittmotorchassit Volvo B58. B10M fanns både som höger- och vänsterstyrd och har genom åren använts som bas till kompletta bussar av ett antal karosstillverkare i ett flertal länder runtom i världen. Det har varit populärt bland annat tack vare motorns placering under golvet framtill bakom framaxeln, nära mitten, vilket möjliggör en bättre viktfördelning jämfört med bussar byggda på bakmotorchassin men samtidigt bättre komfort jämfört med frontmotorbussar.
Volvo var länge ensamma om detta koncept bland de större busstillverkarna då många gick direkt från frontmonterade till bakmonterade motorer under åren då Volvo B58 och Volvo B10M togs fram och tillverkades. Detta gjorde även att det inte direkt fanns någon större konkurrens om kunderna som av olika skäl önskade mittmotorchassin.
Bussar med B10M-chassi har i samtliga fall högt golv men finns med olika golvhöjd beroende på utförande.
Motorn är en 9,6-liters och 6-cylindrig radmotor som hos B10M-chassit fanns tillgänglig med dieseldrift eller gasdrift. Den monterades i liggande position med topplocken riktade helt åt den högra sidan för att inte ta upp för mycket plats höjdmässigt och därmed möjliggöra ett lägre golv än om den hade varit stående. Motorn är för sin slagvolym väldigt kompakt och har därmed fått smeknamnet pannkaksmotorn.
På de tidiga årgångarna (1978–1992) är kylaren monterad i fronten, men på bussar av årsmodell 1993 och framåt är den istället monterad på vänster sida om motorn, alltså strax bakom det främre vänstra hjulhuset. Chassit och bussar som har detta chassi, finns i en mängd olika varianter, höjder och konfigurationer.
I slutet av 2001, inför årsmodell 2002, ersattes Volvo B10M av Volvo B12M i Europa.

## Utföranden

### Stadardutföranden

#### 2 axlar
I de 2-axliga utförandena fanns chassit i längder från 9,7 meter upp till 13 meter med hjulbaser från 4,6 upp till 7 meter. De kortaste varianterna hade oftast en svagare motor och gick då under namnet Volvo B9M.

#### 3 axlar
I de 3-axliga utförandena fanns chassit i längder från omkring 15 meter upp till 20 meter. Bussar i längderna på omkring 15 meter var boggibussar medan bussar i längderna på omkring 16–17 meter och uppåt var ledbussar. Boggibussarna går under beteckningen B10MB och ledbussarna under B10MA.

### Övriga

#### 4 axlar
I en del fall förekom även bussar med 4 axlar; dessa utgjordes av dels av godsbussar med boggiaxel och lastutrymmet bakom leden, men även av dubbla ledbussar som gått i trafik i olika större städer i Sydamerika, framförallt i Brasilien.

#### Volvo C10M
En variant med motorn placerad längre bak mot bakaxeln förekom också, denna kallas Volvo C10M och förekom endast hos högbyggda turistbussar eller långfärdsbussar.

#### Dubbeldäckare (B10MD)
I länder med vänstertrafik förekom en relativt sällsynt högerstyrd dubbeldäckad version vid namn B10MD, den fick aldrig något större genomslag och ersattes så småningom av andra dubbeldäckarchassin med bakmonterade motorer, såsom B10T (Volvo Olympian) och B10TL (Volvo Super Olympian).

### Specialvarianter

#### Stadsbussar med plant golv bak
Vissa av stadsbussarna hade, precis som många äldre stadsbussar av olika märken, ett plant golv längst bak. Dessa bussar saknade säten i denna del och hade istället ett helt plant och ibland nedsänkt eller helt lågt golv bakom bakersta axeln för att skapa ett lastutrymme. Nyare stadsbussar har i de allra flesta fall bakmonterad motor vilket gör att det inte är möjligt att ha ett helt plant golv längst bak. Även det nyare mittmotorchassit Volvo B12M kunde beställas med denna typ av bakre plattform. I Sverige fanns bussar med denna chassikonfiguration i några städer som exempelvis Uppsala där det fanns 19 stycken B10M med denna typ av bakre plattform. Dessa fanns i GUB-serierna 330–347 och 350. Dessa hade dörrkonfiguration 2-2-2, dvs dubbeldörrar längst fram, i mitten, och längst bak. Även dåvarande Luftfartsverket hade ett antal likadana bussar på Arlanda flygplats. Detta var en unik dörrkonfiguration för bussar på B10M-chassi då dubbeldörrar bakom bakaxeln annars inte fanns på de B10M-bussar som har normal plattform och säten längst bak. I Örebro fanns också ett antal men med dörrkonfigurationen 2-2-1, dvs dubbeldörrar längst fram och i mitten men enkeldörr längst bak.
Hos dåvarande SL Buss AB i Södertälje fanns det fem stycken med litterabeteckningen H8C och som senare såldes till Swebus när de tog över trafiken där. Dessa hade den ovanliga dörrkonfigurationen 1-1-2, dvs enkeldörr längst fram och i mitten samt dubbeldörrar längst bak. Flygbussarna har haft ett antal ledbussar med plant golv allra längst bak, både med B10M- och B12M-chassin, dock med något mindre plattform och enkeldörr längst fram och längst bak samt ibland även i mitten. I övrigt var dessa busstyper inte så vanliga i Sverige. Dock var de ganska vanliga i till exempel Danmark med tillhörande områden (Rigsfællesskabet) samt i Polen där det förekommit ett antal ledbussar med denna chassikonfiguration.

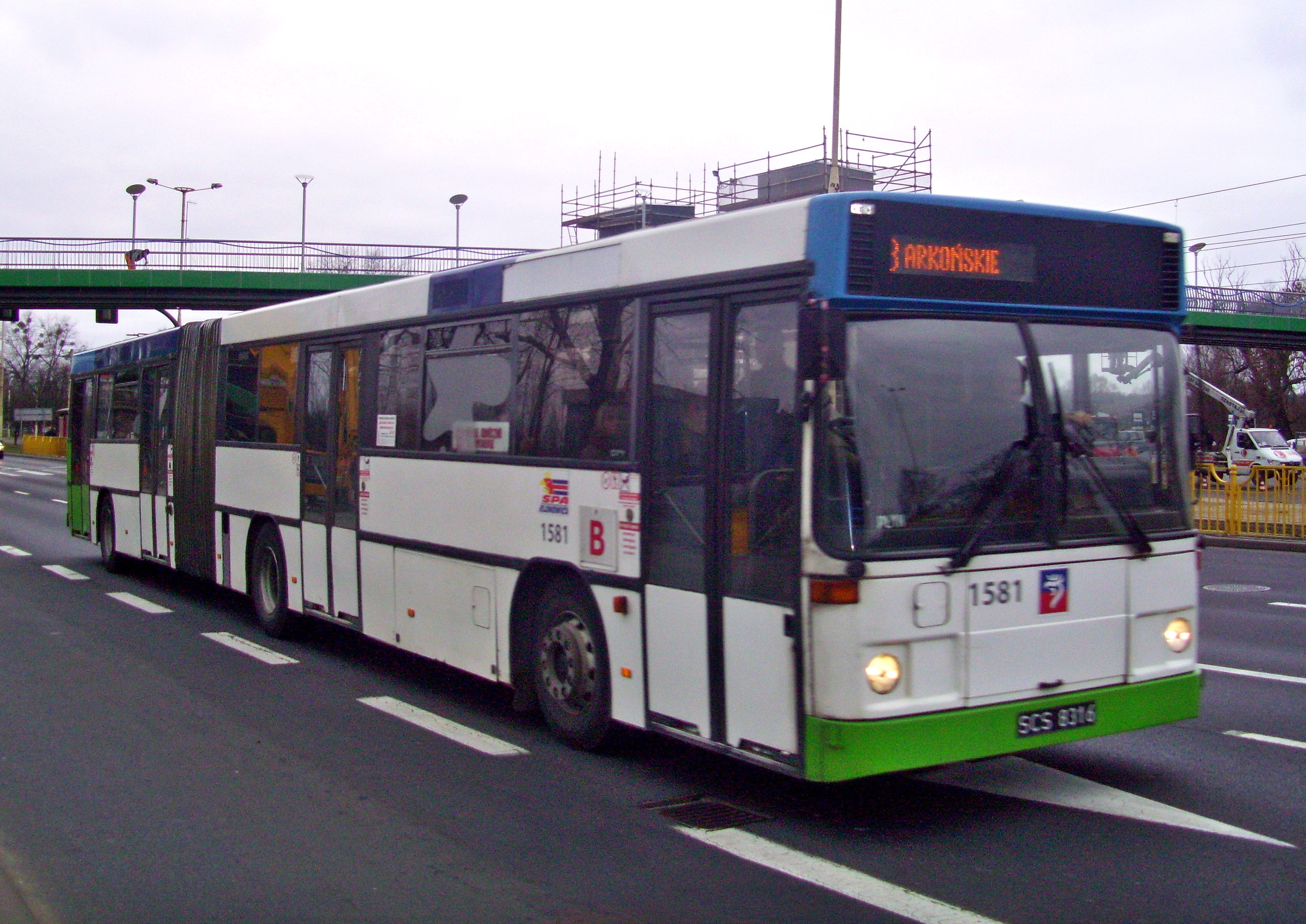
Volvo B10MA med Carrus-kaross i Szczecin.

#### Batteribussar hos SL
I Stockholmstrakten fanns det två batteribussar under 1980- och 1990-talen med Volvo B10M-chassin. Dessa kallades SL E1 och hade inventarienumren 6998 och 6999. De fanns tidigare uppställda på Spårvägsmuseet i Stockholm.

#### Trådbussar
Det nederländska trafikbolaget i Arnhem beställde 1989 en serie om tio trådbussar uppbyggda på detta chassi med kaross från Den Oudsten och trådbussutrustning som strömavtagare från tyska Keipe.

## I trafik

### Sverige
I Sverige var Volvo B10M under sin storhetstid från 1980-talet till början av 2000-talet det vanligaste busschassit på framförallt regionalbussar och har förekommit i hela landet. Det har varit eftertraktat mycket tack vare goda vägegenskaper vintertid, och även om många städers stadsbusstrafik dominerats av bakmotorbussar som Scania CR/CN112 och CN113 samt Volvo B10R har B10M ändå varit en relativt vanlig syn i många städers stadsbusstrafik under framförallt 1980-talet.
Från 1990-talet och framåt blev dock B10M-chassit mindre vanligt på stadsbussar då kraven på lågt golv ökade; Liksom Scania CN113 med normalgolv fasades många Volvo B10M ut från många svenska städer i början av 2000-talets första decennium efter endast cirka 10–12 år i trafik till förmån för modernare låggolvs- och lågentrébussar.
Inom regionalbusstrafik rullade dock många exemplar betydligt längre än så, och i regioner som inte haft så stränga ålderskrav har det inte varit ovanligt med över 20 år gamla exemplar i reguljär trafik under hela 2010-talet; Ett exempel är LLT 116, vilket var en Volvo B10MA-ledbuss av årsmodell 1991 som togs ur trafik 2019 efter 28 år i reguljär trafik.
Den allra sista bussen med detta chassi att tas ur reguljär trafik i Sverige var en Volvo B10M-70 med Van Hool-kaross av årsmodell 1998, Skellefteå buss 281. Denna togs ur trafik hösten 2021.
Svensksålda bussar fanns med karosserier från Säffle Karosserifabrik, Van Hool, Ikarus, Aabenraa, DAB, VBK och Carrus (samt med Carrus föregångare: Wiima, Kiitokori, Ajokki och Deltaplan) eller Helmark. De Säfflebyggda bussarna blev oftast stads- eller regionalbussar, medan de som byggdes av Carrus eller Carrus föregångare kunde vara i olika utföranden. De Van Hool- och Helmark-byggda bussarna blev i Sverige i huvudsak långfärds- och turistbussar (åtminstone Linjebuss hade Van Hool-bussar för landsbygdstrafik på 1980-talet).
På den svenska marknaden fanns bussar med detta chassi tillgängliga som normal- eller boggibussar med två respektive tre axlar samt som ledbussar med tre eller fyra axlar. Den sistnämnda konfigurationen fanns endast på godsbussar.

## Bildgalleri

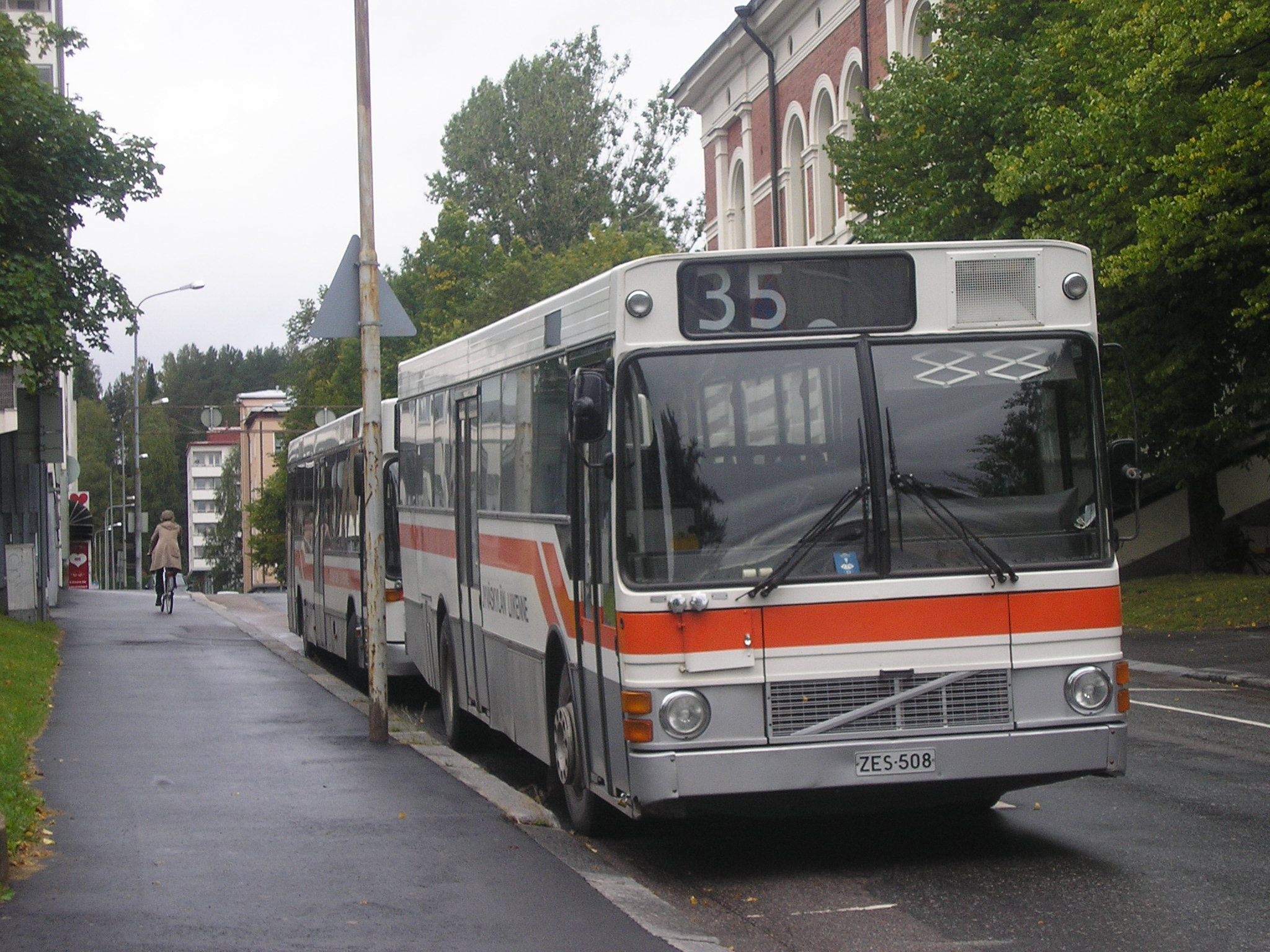
Volvo B10M årsmodell 1989 med Wiima-kaross i Jyväskylä i Finland, hösten 2009
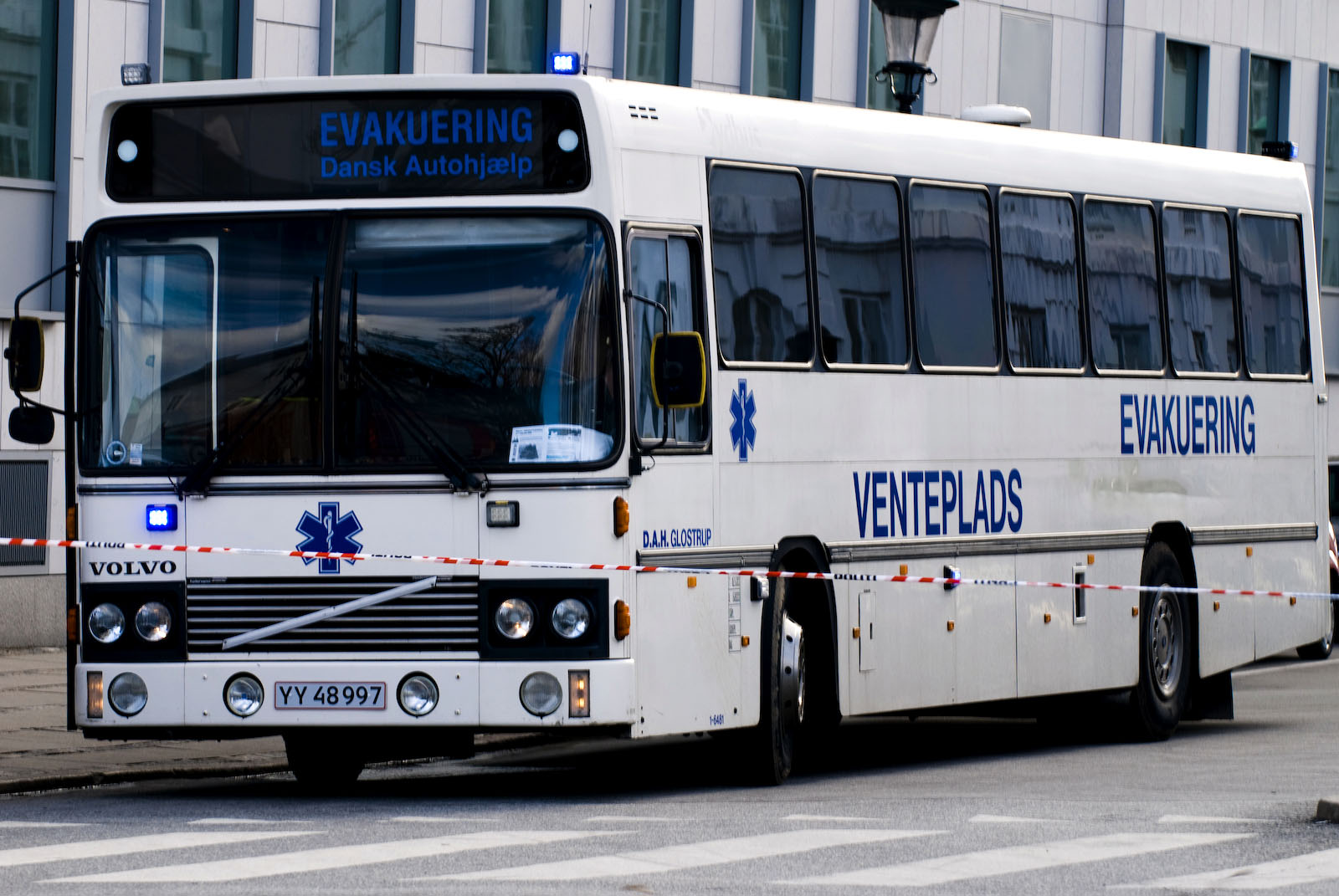
Volvo B10M med DAB Silkeborg-kaross i tjänst hos danska sjukvården
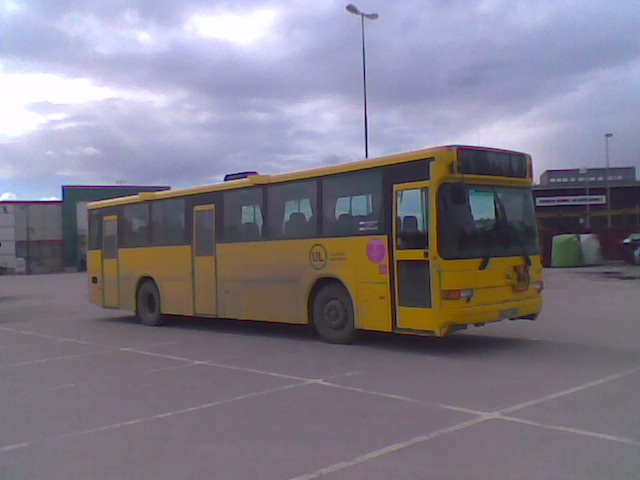
Volvo B10M-60 Säffle 2000 New Look årsmodell 1999 hos Nobina Uppland, våren 2011
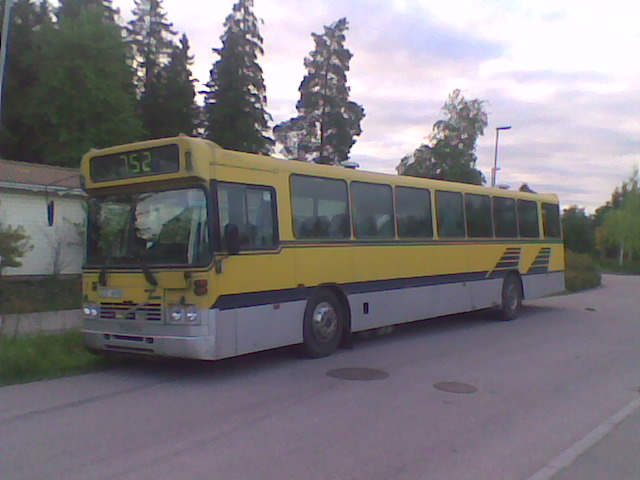
Volvo B10M-65 med äldre Säfflekaross
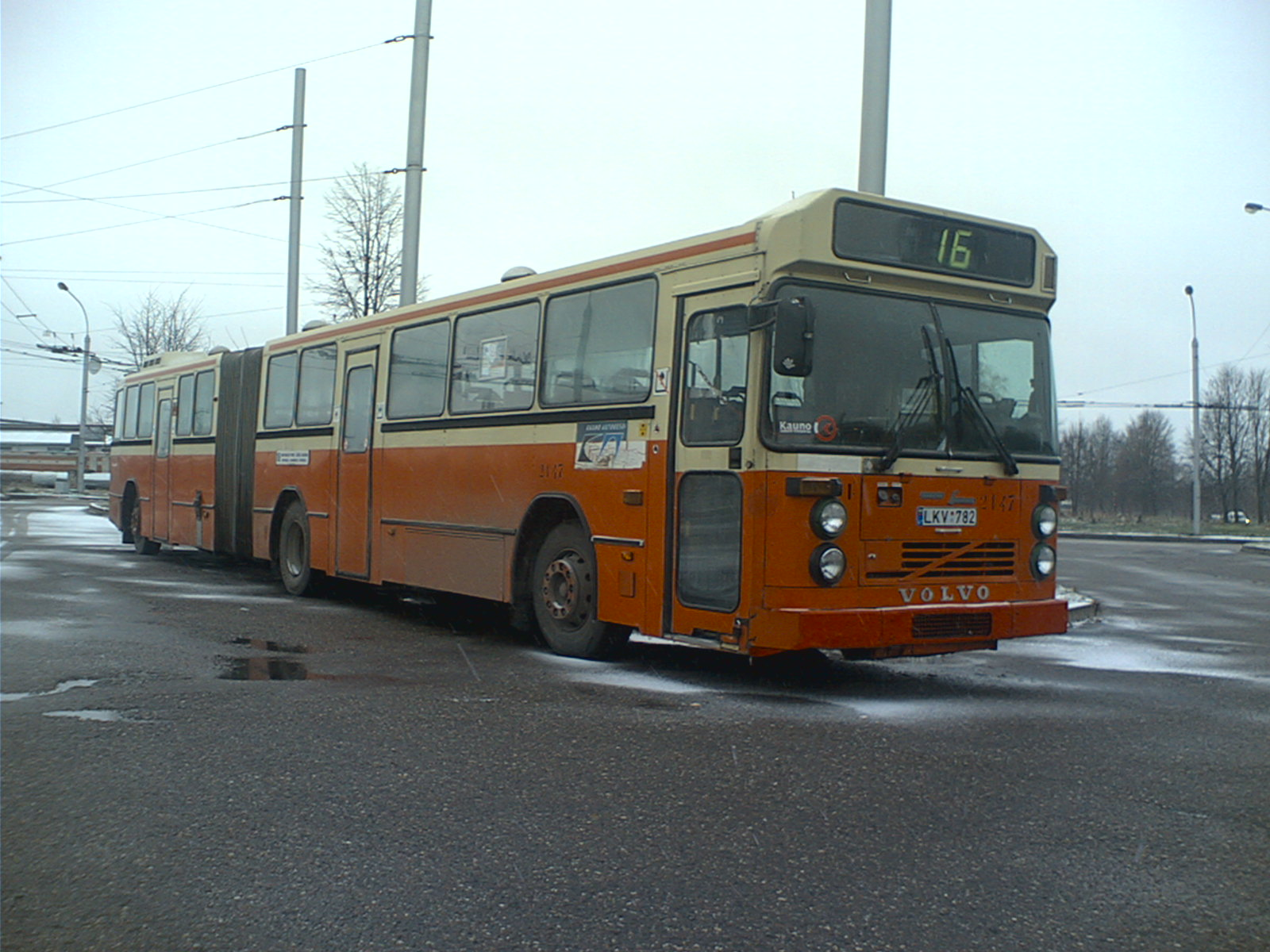
Ledad Volvo B10MA-55 med äldre Säfflekaross